# Olde West Chester
Olde West Chester is een plaats (census-designated place) in de Amerikaanse staat Ohio, en valt bestuurlijk gezien onder Butler County.

## Demografie
Bij de volkstelling in 2000 werd het aantal inwoners vastgesteld op 232.

## Geografie
Volgens het United States Census Bureau beslaat de plaats een oppervlakte van
0,9 km², geheel bestaande uit land.

## Plaatsen in de nabije omgeving
De onderstaande figuur toont nabijgelegen plaatsen in een straal van 8 km rond Olde West Chester.

## Geboren
- Stephen Wilhite (1948-2022), informaticus